# Consistório Ordinário Público de 2007
O Consistório Ordinário Público de 2007 para a criação de novos cardeais foi anunciado pelo Papa Bento XVI na audiência geral do dia 17 de outubro de 2007, na festa de Santo Eusébio de Vercelli, no Vaticano, e realizado no dia 24 de novembro de 2007, véspera da solenidade de Cristo Rei.
Foi anunciada a criação de vinte e três cardeais, sendo dezoito cardeais eleitores e cinco não votantes. Há também dois presbíteros dentre os novos purpurados: um jesuíta e um franciscano.
O Romano Pontífice tencionava também criar como cardeal Dom Ignacy Ludwik Jeż, bispo emérito de Koszalin-Kołobrzeg, da Polônia, que faleceu na véspera do anúncio.
Com a criação destes novos dignitários o número de cardeais eleitores totaliza cento e vinte e um, ultrapassando em uma unidade aquele limite fixado por Paulo VI, na Constituição Apostólica Romano Pontifici eligendo, de 1º de outubro de 1975, procedimento confirmado por João Paulo II, por meio da Constituição Apostólica Universi Dominici gregis, de 22 de fevereiro de 1996. No entanto, dentre os atuais membros do Colégio cardinalício, serão oito os cardeais a atingir os 80 anos de idade ao longo de 2007. Algumas sés de prestígio foram agraciadas, como a Arquidiocese de São Paulo, a Arquidiocese de Paris, a Arquidiocese de Bombaim e a Arquidiocese de Barcelona.

## Novos cardeais
| Nº                     | País                 | Nome                           | Idade              | Cargo | Título ou Diaconia                                                   |
| Cardeais eleitores     | Cardeais eleitores   | Cardeais eleitores             | Cardeais eleitores | Cardeais eleitores | Cardeais eleitores                                                   |
| ---------------------- | -------------------- | ------------------------------ | ------------------ | --- | -------------------------------------------------------------------- |
| 1                      | Argentina            | Leonardo Sandri                | 64                 | Prefeito da Congregação para as Igrejas Orientais                                                                                   | Cardeal-diácono de Santos Biagio e Carlo em Catinari                 |
| 2                      | Estados Unidos       | John Patrick Foley             | 72                 | Pró-Grão-Mestre da Ordem Equestre do Santo Sepulcro de Jerusalém                                                                    | Cardeal-diácono de São Sebastião no Palatino                         |
| 3                      | Itália               | Giovanni Lajolo                | 72                 | Presidente da Pontifícia Comissão para o Estado da Cidade do Vaticano e do Governatorado do Estado da Cidade do Vaticano            | Cardeal-diácono de Santa Maria Libertadora no Monte Testácio         |
| 4                      | Alemanha             | Paul Josef Cordes              | 73                 | Presidente do Pontifício Conselho Cor Unum                                                                                          | Cardeal-diácono de São Lourenço em Piscibus                          |
| 5                      | Itália               | Angelo Comastri                | 63                 | Arcipreste da Basílica de São Pedro, vigário-geral do Papa para o Estado da Cidade do Vaticano e presidente da Fábrica de São Pedro | Cardeal-diácono de São Salvador em Lauro                             |
| 6                      | Polónia              | Stanislaw Rylko                | 62                 | Presidente do Pontifício Conselho para os Leigos                                                                                    | Cardeal-diácono do Sagrado Coração do Cristo Rei                     |
| 7                      | Itália               | Raffaele Farina, S.D.B.        | 74                 | Arquivista-bibliotecário da Santa Igreja Romana                                                                                     | Cardeal-diácono de São João da Pinha                                 |
| 8                      | Espanha              | Agustín García-Gasco y Vicente | 76                 | Arcebispo de Valência | Cardeal-padre de São Marcelo                                         |
| 9                      | República da Irlanda | Seán Baptist Brady             | 68                 | Arcebispo de Armagh | Cardeal-padre de Santos Ciríaco e Julita                             |
| 10                     | Espanha              | Lluís Martínez Sistach         | 70                 | Arcebispo de Barcelona | Cardeal-padre de São Sebastião nas Catacumbas                        |
| 11                     | França               | André Vingt-Trois              | 65                 | Arcebispo de Paris | Cardeal-padre de São Luís dos Franceses                              |
| 12                     | Itália               | Angelo Bagnasco                | 64                 | Arcebispo de Gênova | Cardeal-padre da Grande Mãe de Deus                                  |
| 13                     | Senegal              | Théodore-Adrien Sarr           | 70                 | Arcebispo de Dakar | Cardeal-padre de Santa Lúcia na Piazza d'Armi                        |
| 14                     | Índia                | Oswald Gracias                 | 62                 | Arcebispo de Bombaim | Cardeal-padre de São Paulo da Cruz em “Corviale”                     |
| 15                     | México               | Francisco Robles Ortega        | 58                 | Arcebispo de Monterrey | Cardeal-padre de Santa Maria da Apresentação                         |
| 16                     | Estados Unidos       | Daniel Nicholas DiNardo        | 58                 | Arcebispo de Galveston-Houston | Cardeal-padre de Santo Eusébio                                       |
| 17                     | Brasil               | Odilo Pedro Scherer            | 58                 | Arcebispo de São Paulo | Cardeal-padre de Santo André no Quirinal                             |
| 18                     | Quénia               | John Njue                      | 63                 | Arcebispo de Nairobi | Cardeal-padre do Preciosíssimo Sangue de Nosso Senhor Jesus Cristo   |
| Cardeais não-eleitores |                      |                                |                    | |                                                                      |
| 19                     | Iraque               | Emmanuel III Delly             | 80                 | Patriarcado Católico Caldeu da Babilônia                                                                                            | Cardeal-bispo                                                        |
| 20                     | Itália               | Giovanni Coppa                 | 82                 | Arcebispo-titular de Serta, antigo Núncio Apostólico na República Checa                                                             | Cardeal-diácono de São Lino                                          |
| 21                     | Argentina            | Estanislao Esteban Karlic      | 81                 | Arcebispo emérito de Paraná | Cardeal-padre de Beata Virgem Maria das Dores na Piazza Buenos Aires |
| 22                     | Espanha              | Urbano Navarrete Cortés, S.J.  | 87                 | Padre jesuíta, antigo reitor da Pontifícia Universidade Gregoriana                                                                  | Cardeal-diácono de São Ponciano                                      |
| 23                     | Itália               | Umberto Betti, O.F.M.          | 85                 | Frade franciscano, antigo reitor da Pontifícia Universidade Lateranense                                                             | Cardeal-diácono de Santos Vito, Modesto e Crescência                 |

## Outros consistórios do papado de Bento XVI
- Consistório Ordinário Público de 2006
- Consistório Ordinário Público de 2010
- Primeiro Consistório Ordinário Público de 2012
- Segundo Consistório Ordinário Público de 2012